# Trani
Trani er en af de største byer i den sydlige del af Italien med 54.941(2023) indbyggere.